# Авъл Постумий Албин (легат)
Вижте пояснителната страница за други личности с името Авъл Постумий Албин.
Авъл Постумий Албин (на латински: Aulus Postumius Albinus) е военачалник на Древен Рим, служи като легат (110 – 109 пр.н.е.) при брат си Спурий Постумий Албин в похода му против нумидския цар Югурта по време на Югуртинската война.
Произлиза от клон Албин на фамилията Постумии и е син на Спурий Постумий Албин Магнус (консул 148 пр.н.е.).
През 110 пр.н.е. e пропретор в Африка при брат си, който е управител на провинция Нумидия и тръгва на поход против цар Югурта. Когато през късната есен брат му се връща в Рим, за да проведе консулските избори, Авъл поема командването като легат.
В началото на 109 пр.н.е. той обсажда град Сутул, където са богатсвата на цар Югурта. Загубва битката и капитулира. Легионите му трябвало до десет дена да напуснат Нумидия. За неуспехите в Нумидия той, брат му и други са осъдени от Сената.
Баща е на Авъл Постумий Албин (консул 99 пр.н.е.), който осиновява Децим Брут.